# Округ Карол (Кентаки)
Округ Карол (енгл. Carroll County) је округ у америчкој савезној држави Кентаки.

## Демографија
По попису из 2010. године број становника је 10.811, што је 656 (6,5%) становника више него 2000. године.
| Група             | 2000.         | 2010.         |
| Белци             | 9.487 (93,4%) | 9.575 (88,6%) |
| Афроамериканци    | 197 (1,9%)    | 163 (1,5%)    |
| Азијати           | 17 (0,2%)     | 60 (0,6%)     |
| Хиспаноамериканци | 330 (3,2%)    | 789 (7,3%)    |
| Укупно            | 10.155        | 10.811        |